# Пагман

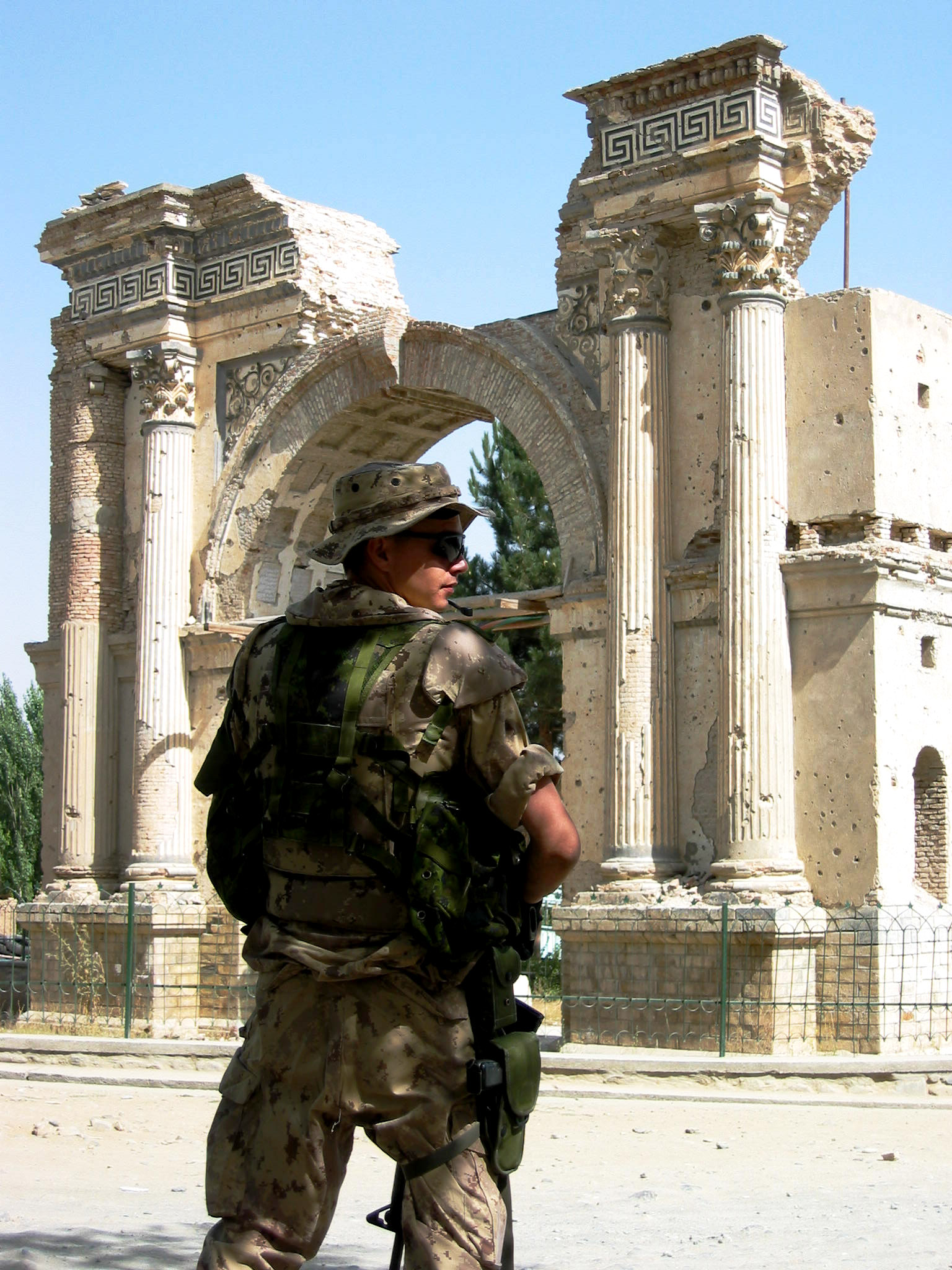
Миротворець на тлі зруйнованої арки (2008)

Пагман (пушту پغمان) — місто на пагорбах поблизу Кабула, Афганістан. Населення міста станом на 2007 рік становило близько 52 000 чоловік

## Видатні жителі
- Король Аманулла-хан — відомий як реформіст, правив країною у 1919—1929 роках.
- Президент Хафізулла Амін — другий президент країни (1979 р.)) часів Демократичної Республіки Афганістан.

## Міста-побратими
- Еліс Спрінгс, Австралія, з січня 2005 року.